# ムカサリ
ムカサリ（むかさり）は、藤沢文翁原作の新作落語の演目である。
山形県に実在する風習「ムカサリ絵馬」にヒントを得た怪談である。話の内容は、江戸の裕福な商家と、没落した旗本の間で取り交わされた婚姻を巡り、血なまぐさい事件、そして祟りへと発展してしまうもの。

## 解説
ムカサリ絵馬とは、山形県に伝わる風習で、結婚前に亡くなってしまった人に向けて、せめて婚儀だけは挙げさせたいという親の思いから、絵馬に婚礼の様子を描いて寺に奉納するものである。なお、婚礼の絵馬には、故人の戒名と享年が入る。藤沢版ムカサリは、この風習に「ただし、一つ決め事がある。絵馬に描く婚礼相手にまだ生きてる人間を描いてはいけない。婚礼の行列が迎えに来てしまう」という設定を付け足している。初演は2008年柳亭左龍。

## 物語
裕福な商家に生まれたお咲と、没落した旗本佐伯一馬の物語。理不尽にお咲との婚礼を破談にした一馬。お咲は狂い死にをしてしまう。無念に血涙を流すお咲の父親は、絵馬に一馬の絵を描き込むのだが・・・